# Prudent Van Durme
Prudent Van Durme  (Eksaarde, 25 augustus 1878 - Sint-Niklaas, 11 juni 1933) was een Belgisch koster-organist, dirigent en componist.

## Levensloop
Prudent, lid van de muzikale familie Van Durme, was een zoon uit het tweede huwelijk van Ferdinand Van Durme. Hij kreeg zijn eerste muzieklessen van zijn vader en van zijn halfbroer Oscar Van Durme. Hij studeerde af als koster-organist aan de normaalschool van Sint-Niklaas. Hij studeerde nog verder, onder de leiding van Cyriel Van den Abeele, organist van de Sint-Niklaaskerk in Gent en van de musicoloog kanunnik Van den Eynde, docent kerkmuziek aan het grootseminarie in Gent.
Hij volgde zijn vader op als koster-organist in de parochiekerk van Eksaarde (1900-1927). Zoals zijn grootvader en zijn vader dirigeerde hij de Eksaardse Harmonie Sint-Cecilia. Hij werd ook leraar aan verschillende muziekscholen. In opvolging van Oscar Van Durme werd hij in 1925 leraar aan de Bisschoppelijke normaalschool en kostersschool in Sint-Niklaas.
In 1927 werd hij, in opvolging van K. Van den Eynde, koster-organist van de Onze-Lieve-Vrouwkerk in Sint-Niklaas. Hij speelde een betekenisvolle rol in het muziekleven in Sint-Niklaas.

## Componist
Zoals veel van zijn familieleden, componeerde Prudent kerkmuziek en muziek voor harmonieën.